# Macé Ferrand
Macé ou Mathieu Ferrand était un légiste français qui fut chancelier de France sous Philippe VI de Valois.

## Biographie
La vie de Ferrand est quasiment inconnue. On sait qu'il était clerc et juriste de formation. Il est déjà au service de Philippe de Valois avant l'accession au trône de celui-ci, et est chanoine du Mans en 1328.
Après l'avènement de Philippe VI, Ferrand suit ce dernier à Paris et devient Maître des requêtes de l'Hôtel du roi, où il fait preuve d'une grande activité. Alors qu'il est chanoine du Mans et d'Angers, après le transfert de Jean d'Avaugour et les refus d'André de Florence, trésorier de Reims, et de Guillaume de Roseyo, chantre d'Evreux; le pape Jean XXII le nomme le 13 juillet 1328, évêque de Saint-Brieuc. Il accepte dans un premier temps puis il obtient le 9 octobre 1328 une prorogation d'un an avant de se faire consacrer avant de refuser finalement la fonction, préférant rester à la Cour du roi.
À l'automne 1328, Ferrand est nommé par le roi conseiller-clerc au sein de la Grand'chambre du Parlement, mais il n'a pas à siéger du fait de sa nomination au poste de garde des sceaux, lors de la vacance de la chancellerie, le 1er novembre 1328, à la suite de la mort de Jean de Cherchemont.
Ferrand fait preuve au cours de son cancellariat d'une grande activité et gère strictement la chancellerie. Il fait ainsi cesser les abus financiers qui avaient été commis par son prédécesseur et commande une enquête contre les responsables. 
Macé Ferrand décède seulement six mois après son entrée en fonction, le 21 avril 1329.

## Sources
- Raymond Cazelles, La société politique et la crise de la royauté sous Philippe de Valois, Paris, Librairie d'Argences, coll. « Bibliothèque elzévirienne », 1958, 495 p. (BNF 31919226)
- Robert-Henri Bautier, « Recherches sur la chancellerie royale au temps de Philippe VI », Bibliothèque de l'École des chartes, vol. 122, no 122,‎ 1965, p. 89-176 (lire en ligne)
- (la) Jean-Barthélemy Hauréau, Gallia Christiana, vol. XIV Provincia Turonensi, Paris, Firmin-Didot, 1856, p. 1090-1091 Ecclesia Briocensis, Episcopi Briocenses XXIII Matthæus